# Hebe (Marvel Comics)
Hebe es una deidad que aparece en los cómics estadounidenses publicados por Marvel Comics, una hija de Zeus y Hera, la esposa de Hércules, y la portadora de la copa de los Olímpicos. Apareció por primera vez en Ka-Zar # 1 (agosto de 1970), escrita por Allyn Brodsky y Frank Springer, y se basa en el personaje mitológico del mismo nombre.

## Historial de publicaciones
Hebe apareció por primera vez en Ka-Zar # 1, y apareció muy escasamente durante las siguientes cuatro décadas. Ella hizo una aparición notable en Incredible Hulk: Hercules Unleashed (octubre de 1996). Luego apareció en Hulk vs. Hercules: When Titans Collide # 1 (junio de 2008), y se convirtió en un personaje recurrente en el segundo año de The Incredible Hercules, que comienza en el número 127.

## Biografía del personaje ficticio
El tercer hijo de Zeus y Hera (sus hermanos son Ares y Hefesto), ella es la Diosa de la Juventud y la portadora de la Copa de los dioses, responsable de la elaboración de la ambrosía. Estaba casada con el nuevo divino Hércules como una ofrenda de paz entre Hércules y su madre Hera, y durante un tiempo los dos tuvieron una relación feliz. Sin embargo, Hércules creció insatisfecho con la vida en el Olimpo y regresó al mundo de los mortales en busca de aventuras. También comenzó a tener asuntos, lo que dejó a Hebe angustiada cuando Hera le dijo que el fracaso de su matrimonio era su culpa.
Tras la destrucción de Olimpo a manos de Amatsu-Mikaboshi, Hebe sirve a su madre Hera como secretaria en el Grupo Olimpo. Más tarde hace arreglos para que Norman Osborn y sus Vengadores Oscuros lleguen al lugar de una batalla entre Hera y el grupo de Hércules, creyendo que su último deber aún era para él. Cuando Hera descubrió su traición, atacó a Hebe con su rayo y la arrojó al vacío desde la torre del Grupo Olimpo. Relativamente ilesa, ella huyó de la escena en busca de Hércules, pero no pudo encontrarlo.
Ella más tarde es descubierta por la Tía May viviendo con un grupo de personas sin hogar en Central Park, y está convencida de llevar a sus seguidores a un refugio en el que puede trabajar. Puede entablar amistad rápidamente con Hebe, cuya mezcla de ambrosía hace que el refugio sea un gran éxito. May la pone en una cita a ciegas con su sobrino Peter Parker, que es interrumpido por un Hércules enojado. Hebe se enfrenta con lágrimas en su abandono, y Hércules admite que nunca fue ella quien lo alejó, sino su deseo de aventura, ya que no puede ser feliz como un dios alejado del mundo. Hebe dice que lo ama por eso, y los dos parten en mejores términos, con Spider-Man, para enfrentar el malvado plan de Hera. La alegría de la reunión de Hebe con su exmarido se desvaneció rápidamente cuando, al parecer, Hércules se sacrificó para salvar la Tierra.
Cuando Amadeus Cho se hace cargo del Grupo Olimpo, ella se convierte en su asistente y está muy feliz de saber que Hércules no está en el Inframundo. Vali Halfling revela que la ambrosía de Hebe es uno de los cuatro elementos necesarios para ascender al nivel de poder de los Padres Celestiales.
Durante la historia de la Guerra del Caos, Hebe es una de las pocas deidades que sobrevivió a la destrucción de Amatsu-Mikaboshi del Consejo de Jefes de Dios. Ella y Hércules se reúnen en Hawái y, a pesar de sus protestas por Hércules, de no aceptar que Gea y Pelé lo vuelvan a convertir en un verdadero Padre de Todo, Hércules consiente y asciende al poder y prestigio de Padres Celestiales.

## Poderes y habilidades
Como diosa olímpica, Hebe es inmortal (y eternamente joven), con mayor durabilidad.